# Oulipo
 Der er for få eller ingen kildehenvisninger i denne artikel, hvilket er et problem. Du kan hjælpe ved at angive troværdige kilder til de påstande, som fremføres i artiklen.

Oulipo står for "Ouvroir de littérature potentielle", der kan oversættes til "værksted for potentiel litteratur". Det er en gruppe af fransktalende digtere, forfattere og matematikere, der forsøger at give sproget nye strukturer og skabe sprogspil af enhver tænkelig art. Målet er at opdage nyt potentiale i sproget - deraf navnet. Værkerne er ofte meget humoristiske.
Gruppen har udarbejdet en lang række benspænd baseret på sproglige og matematiske principper, som man kan skrive ud fra. Et eksempel er Lipossible, som går ud på at skabe en ny sætning ved at fjerne bogstaver fra ord i den sætning man allerede har: “Skatten skipper flugt” bliver eksempelvis så til “Katten sipper fugt”.
Gruppen havde sin storhedstid i 1960'erne og 1970'erne, men er stadig aktiv som gruppe. Den blev dannet i 1960 af Raymond Queneau, Noël Arnaud og François Le Lionnais. Andre medlemmer er romanforfattere som Georges Perec og Italo Calvino, digtere som Clémentine Mélois, Oskar Pastior eller Jacques Roubaud, der også er matematikere.